# Lâm Kiến Nhạc
Lâm Kiến Nhạc (tiếng Trung: 林建岳, tiếng Anh: Peter Lam Kin-ngok, sinh ngày 7 tháng 8 năm 1957) là một nam tỷ phú, doanh nhân kiêm nhà sản xuất điện ảnh người Hồng Kông.
Ông được mọi người biết đến là chủ tịch của Tập đoàn Lệ Tân, và là người sáng lập kiêm chủ tịch đương nhiệm của một trong những tập đoàn giải trí bậc nhất ở Hồng Kông - Tập đoàn Hoàn Á.
Sinh ra trong một gia đình gốc Triều Châu, Lâm Kiến Nhạc là con trai của cố doanh nhân Lâm Bách Hân và Dư Bảo Châu, và ngay từ khi còn nhỏ ông đã sớm thừa kế được gia tài mà cha mẹ ông để lại. Ông từng là chủ tịch của các tập đoàn lớn như Tập đoàn Lệ Tân, Cục phát triển lữ đoàn du khách Hồng Kông, và đến năm 2019 thì ông đảm nhiệm luôn vị trí này tại Cục phát triển mậu dịch Hồng Kông. Trong thời kỳ ông giữ cương vị chủ tịch tại Tập đoàn Lệ Tân, tập đoàn đã quản lý rất nhiều công trình kiến trúc, các tòa nhà hay những trung tâm dịch vụ lớn trên toàn cầu, hiện tập đoàn đang sở hữu và quản lý một công trình lớn ở Việt Nam, đó là Khách sạn Caravelle Sài Gòn ở phường Bến Nghé, quận 1, TP.HCM.
Năm 1993, với số tiền vốn lớn, Lâm Kiến Nhạc đã cho thành lập Tập đoàn Hoàn Á, tập đoàn chuyên lĩnh vực về văn hóa và giải trí ở Hồng Kông; trong đó, lĩnh vực được chú trọng nhiều nhất là lĩnh vực điện ảnh và truyền hình. Đến nay, Tập đoàn Hoàn Á đã và đang sản xuất đồng thời còn cho ra mắt những bộ phim luôn thu hút đông đảo những khán giả, một số bộ phim có thể kể đến như Thiên nhược hữu tình, Vô gián đạo, Thiên hạ vô tặc cùng nhiều bộ phim khác.